# Liste der Naturdenkmale in Kirburg
Die Liste der Naturdenkmale in Kirburg nennt die im Gemeindegebiet von Kirburg ausgewiesenen Naturdenkmale (Stand 13. Juni 2024).

## Naturdenkmale
| Nr.         | Bezeichnung                            | Lage                                           | Beschreibung                                                 | Bild                          |
| ----------- | -------------------------------------- | ---------------------------------------------- | ------------------------------------------------------------ | ----------------------------- |
| ND-7143-380 | Großer Wolfstein                       | südöstlich des Ortes; Abteilung Wolfstein Lage | Basaltformation                                              | mehr Fotos \| Fotos hochladen |
| ND-7143-383 | Baumgruppe an der evangelischen Kirche | Köln-Leipziger-Straße Lage                     | Acer pseudoplatanus, zwei Bäume, und Tilia cordata, ein Baum | mehr Fotos \| Fotos hochladen |